# Patrick Jenkin, Baron Jenkin of Roding
Charles Patrick Fleeming Jenkin, Baron Jenkin of Roding, PC (* 7. September 1926 in Edinburgh; † 20. Dezember 2016 in Bury St Edmunds, Suffolk) war ein britischer Politiker der Conservative Party.

## Biografie
Nach dem Besuch der Dragon School in Oxford sowie des Clifton College studierte er am Jesus College der University of Cambridge.
Seine politische Laufbahn begann er zunächst in der Kommunalpolitik als Mitglied im Stadtrat von Hornsey (Hornsey Borough Council). 1964 wurde er erstmals als Kandidat der Conservative Party in das Unterhaus (House of Commons) gewählt und vertrat dort zunächst bis 1974 den Wahlkreis Woodford sowie danach zwischen 1974 und 1987 den Wahlkreis Wanstead and Woodford.
Nach dem Wahlsieg der Konservativen bei den Unterhauswahlen 1970 wurde er von Premierminister Edward Heath zum Finanzsekretär des Schatzamtes berufen. Nach einer Kabinettsumbildung war er zwischen 1972 und der Wahlniederlage der Konservativen 1974 Chefsekretär des Schatzamtes (Chief Secretary of the Treasury).
Premierministerin Margaret Thatcher berief ihn nach dem erneuten Wahlsieg der Conservative Party bei den Unterhauswahlen im Mai 1979 als Minister für soziale Dienste in ihr Kabinett. Nach einer Umbildung der Regierung wurde er als Nachfolger von Keith Joseph 1981 Industrieminister und war schließlich zwischen 1983 und 1985 als Nachfolger von Tom King Umweltminister der Regierung Thatcher, während Cecil Parkinson Industrie- und Handelsminister wurde.
Nach seinem Ausscheiden aus dem Unterhaus wurde er am 3. November 1987 als Life Peer in den Adelsstand erhoben und gehörte als Baron Jenkin of Roding, of Wanstead and Woodford in Greater London, dem House of Lords an. Am 6. Januar 2015 ist er freiwillig aus dem House of Lords ausgeschieden.
Sein Sohn Bernard Jenkin ist ebenfalls Politiker der Conservative Party und seit 1992 Unterhausmitglied.